# Kyūkyū Sentai GoGo-V
Kyūkyū Sentai GoGo-V (救急戦隊ゴーゴーファイブ Kyūkyū Sentai GōGō Faibu?), también llamado Kyūkyū Sentai GōGō Five (traducido como Escuadrón de Rescate GoGo Five) es la 23.ª temporada de la longeva franquicia Super Sentai Series, producida por Toei Company y emitida en TV Asahi del 21 de febrero de 1999 al 6 de febrero de 2000, constando de 50 episodios. Después de Fiveman, es la segunda serie en la que los integrantes del escuadrón también son hermanos.

## Argumento
Grandiene lleva tiempo esperando el día de la resurrección, el día en que los planetas se alinearán en una Gran Cruz. Sus hijos descienden a la Tierra para convertirla en un mundo de oscuridad para ella. Diez años antes, el Doctor Mondo Tatsumi, del Instituto de Prevención de Desastres Tatsumi, a pesar de su renombre, no pudo convencer a nadie sobre su creencia de que esto iba a ocurrir, y dejó a su familia para desarrollar y construir en secreto el Sistema de Rescate. Ahora, en 1999, el Doctor Tatsumi reaparece para darle a sus hijos los medios para salvar el mundo como el equipo GoGo-V.

## Personajes

### GoGo-V
La familia Tatsumi llevan siendo bomberos desde hace generaciones, y ahora proveen servicios de rescate y emergencia en Tokio. El lema del equipo es "¡La vida de las personas es el futuro de la Tierra! ¡Espíritus de rescate ardientes!"
- Matoi Tatsumi (巽 纏 Tatsumi Matoi?)/Go Red (ゴーレッド Gō Reddo?): Tiene 24 años, y pertenece al Escuadrón de Rescate del Departamento de Incendios del Centro. Es el mayor de los Tatsumi, y el líder del equipo, y se toma su deber como líder y como hermano mayor muy seriamente. Nunca se rinde en una pelea, no importa lo difícil que sea, y a veces regaña a sus hermanos pequeños cuando cometen errores. Matoi hace todo siguiendo las reglas, y raramente comete errores. Se siente muy responsable por su hermano y hermana, ya que tuvo un importante papel en su crianza, y aunque sea su hermano, también ha asumido un rol paternal. A veces discute con ellos, sobre todo con Shō, pero suele ser por preocuparse por ellos y por su deseo de que tengan éxito.
- Nagare Tatsumi (巽 流水 Tatsumi Nagare?)/Go Blue (ゴーブルー Gō Burū?): Es el segundo hijo de la familia Tatsumi, con 23 años. Pertenece a la División de Química del Departamento de Incendios del Centro. Pasa gran parte del tiempo cuidando del hermano pequeño, Daimon, quien suele ignorar los consejos de su hermano mayor, lo que suele causarle problemas. Desde pequeños, ambos han tenido una relación difícil, por los problemas en que ha metido a Nagare la rebeldía de Daimon. Nagare rara vez contesta a las riñas de su hermano mayor. Es muy protector de su familia, y no dudaría en sacrificarse a sí mismo para salvarles a ellos y al equipo. Suele ser el miembro más serio e intelectual del grupo, y no se mete en una pelea sin conocer bien a quién se enfrenta. Como químico, desarrolló el equipamiento de lucha contra incendios en su departamento, así como el robot de talla humana Big Douser.
- Shō Tatsumi (巽 鐘 Tatsumi Shō?)/Go Green (ゴーグリーン Gō Gurīn?): Es el tercer hijo de la familia, con 22 años. Es piloto de helicópteros en el Departamento de Aviación del Departamento de Incendios del Centro. Siempre ha soñado con ser piloto, y cuando consiguió su trabajo toda la familia lo celebró con él. De todos los hermanos, es el que más furia y amargura siente contra su padre. Mientras que Nagare no suele contestar a su hermano mayor, Shō sí lo hace, y discute constantemente con él. Es un piloto muy experimentado, nunca pierde el control y se puede confiar en él. También es un guerrero astuto y rápido, aunque a veces cuestiona el liderazgo de su hermano mayor.
- Daimon Tatsumi (巽 大門 Tatsumi Daimon?)/Go Yellow (ゴーイエロー Gō Ierō?): Es el cuarto hijo de la familia Tatsumi, con 21 años. Es sargento en el Departamento de Policía. Es el más excitable del grupo, y suele meterse en las situaciones antes de pararse a pensar, lo que le causa problemas. Es el bromista del equipo, y el ser el varón más joven le permite ser atolondrado y gallito. Tiene problemas con el hecho de ser parte de un equipo, y una de las razones de que Matoi le regañe constantemente es que se piensa que puede hacer cualquier cosa por su cuenta sin la ayuda de sus hermanos. Es un poco indulgente y tiene un genio terrible. Aunque se pueda adelantar en una pelea, aun así se puede confiar en él en una emergencia. Un policía motorista, es el único varón que no pertenece al Departamento de Incendios. Le encanta la leche con locura.
- Matsuri Tatsumi (巽 祭 Tatsumi Matsuri?)/Go Pink (ゴーピンク Gō Pinku?): Con 20 años, es la más pequeña de los cinco, y la única hija de la familia. Es paramédica en el hospital. Una chica de corazón amable, también es una luchadora fuerte, ágil y rápida. Su motivación es proteger a aquellos que son más débiles que ella, y suele perder los nervios cuando el Clan Psyma ataca a inocentes. A veces, es ella la que pone orden en la casa cuando sus hermanos (y su padre) se pasan de la raya.

### Aliados
- Dr. Mondo Tatsumi (巽 世界博士 Tatsumi Mondo-hakase?): Es el científico que creó los trajes, mechas y armas de los GoGo-V, y también es el padre de los miembros del equipo. Diez años antes del comienzo de la serie, Mondo, a pesar de su eminencia y renombre, no pudo convencer a nadie de su creencia de que la familia Psyma iba a invadir la Tierra. Forzado al exilio y ridiculizado por la comunidad científica, desarrolló en secreto la tecnología GoGo-V. También construyó la base submarina donde se guarda el arsenal del equipo. Tuvo que convencer a sus hijos de que le ayudaran, enfrentándose a su amargura y enfado hacia un padre que creían muerto desde hace años, y del que pensaron que simplemente había abandonado a su familia.
- Ritsuko Tatsumi (巽 律子 Tatsumi Ritsuko?): Es la esposa del profesor Tatsumi, la madre de los GoGo-V, y la persona más importante de sus vidas a pesar de su ausencia. Sus palabras corren constantemente por las mentes de sus hijos y les animan a seguir adelante en los peores momentos. Sus últimas palabras fueron: "Los cinco son una familia. Cuando se olviden de su poder, no importa lo que ocurra, yo creo en ustedes. Y, mis maravillosos hijos, crean en su padre. La familia se trata de creer los unos en los otros". Después subió a un avión que se estrelló, y lleva ocho años en coma.
- Kyoko Hayase (速瀬 京子 Hayase Kyoko?): Es una piloto de transbordador, jefa de Shō. Cuando los GoGo-V rescataron su transbordador de un tornado, ella reconoció la voz de Shō en el comunicador, que usaba la misma frecuencia que el de los GoGo-V. Después expresó su deseo de unirse al equipo, pero el Dr. Tatsumi la rechazó, ya que siempre concibió el equipo como de cinco personas. En su lugar, ella ayuda al equipo en todo lo que puede.
- Analyse Robot Mint (アナライズロボ・ミント Anaraizu Robo Minto?): Es un robot de análisis de carácter alegre e infantil que controla los Go Liner y la base Bay Arena 55.

### Arsenal
- GoGo Brace (ゴーゴーブレス GōGō Buresu?): Es el dispositivo de transformación del equipo. Ellos se transforman abriendo el frontal del brazalete, y gritando el comando "¡Traje arriba!" (着装 Chakusō?) antes de presionar un botón para activarlo.
- Searcher Scope (サーチャースコープ Sāchā Sukōpu?): Un visor incorporado en los cascos para ver a través de objetos.
- Access Scope (アクセススコープ Akusesu Sukōpu?): Un visor incorporado en los cascos que puede escanear y proporcionar información sobre el enemigo.
- Five Laser (ファイブレイザー Faibu Reizā?): Son las armas básicas del equipo. Tienen dos modos, Modo Pistola y Modo Bastón.
- Rescue Ropes (レスキューロープ Resukyū Rōpu?): Unas cuerdas de colores que todos los miembros del equipo poseen.
- Life Bird (ライフバード Raifu Bādo?): Un pájaro mecánico que puede pasar al modo Breaker Mode (ブレイカーモード Bureikā Mōdo?), formando un cañón con un gatillo láser como asa. También puede separarse en armas individuales para cada uno, que también requieren un gatillo láser.
  - Claw Anchor (クローアンカー Kurō Ankā?): El arma personal de Go Red, un par de garras retráctiles.
  - Build Discharger (ビルドディスチャージャー Birudo Disuchājā?): El arma personal de Go Blue, un extintor de incendios.
  - Wing Spreader (ウイングスプレッダー Uingu Supureddā?): El arma personal de Go Green, unas tijeras.
  - Beak Driller (ビークドリラー Bīku Dorirā?): El arma personal de Go Yellow, un taladro.
  - Tail Injector (テイルインジェクター Teiru Injekutā?): El arma personal de Go Pink. una jeringa.
- V-Lancer (ブイランサー Bui Ransā?): Lanzas largas que reciben los miembros del equipo.
  - V-Boomerang (ブイブーメラン Bui Būmeran?): Un boomerang en forma de V que se puede extraer del cañón del V-Lancer.
  - V-Machine Gun (ブイマシンガン Bui Mashin Gan?): Combinación del V-Lancer y el Five Laser.
- V-Mode Brace (ブイモードブレス Bui Mōdo Buresu?): Tiene varios modos de uso, el V-Mode Punch (Vモードパンチ Bui Mōdo Panchi?), el V-Mode Chop (Vモードチョップ Bui Mōdo Choppu?), y el V-Mode Crash (Vモードクラッシュ Bui Mōdo Kurasshu?). También se usa para activar las combinaciones Max Victory Robo y Victory Mars, y puede mejorar los Go Blasters.
- Go Blaster (ゴーブラスター Gō Burasutā?): Unas pistolas creadas por Nagare. Tienen tres modos: V-Mode Crash (Vモードクラッシュ Bui Mōdo Kurasshu?), Rescue Mode (レスキューモード Resukyū Mōdo?) (que lanza balas extintoras de incendios), y Hyper Mode (ハイパーモード Haipā Mōdo?) (en el que el cañón se alarga para crear un rifle). En el Hyper Mode, se coloca el V-Mode Brace encima para amplificar su poder. También se pueden usar los Go Blaster junto con los Five Laser para efectuar un ataque de doble disparo.
- Command Attacker (コマンドアタッカー Komando Atakkā?): Vehículo dividido en dos partes, el Fire Commander (ファイヤーコマンダー Faiyā Komandā?), una motocicleta equipada con láseres; y un sidecar, Attacker Pod (アタッカーポッド Atakkā Poddo?), equipado con taladros. Lo conduce Go Yellow.

### Mechas
- Victory Robo (ビクトリーロボ Bikutorī Robo?): Es el robot fruto de la combinación de las cinco 99 Machines. 
  - 99 Machine: Red Ladder (９９マシン レッドラダー Kyūkyū Mashin Reddo Radā?): Lo pilota Go Red. Un camión de bomberos que forma el pecho y los brazos de Victory Robo.
  - 99 Machine: Blue Thrower (９９マシン ブルースローワー Kyūkyū Kashin Burū Surōwā?): Lo pilota Go Blue. Un camión anti-químicos que forma la cintura y los muslos de Victory Robo.
  - 99 Machine: Green Hover (９９マシン グリーンホバー Kyūkyū Mashin Gurīn Hobā?): Lo pilota Go Green. Una aeronave que forma la cabeza y espalda de Victory Robo.
  - 99 Machine: Yellow Armor (９９マシン イエローアーマー Kyūkyū Mashin Ierō Āmā?): Lo pilota Go Yellow. Un vehículo acorazado que forma la pierna izquierda de Victory Robo.
  - 99 Machine: Pink Aider (９９マシン ピンクエイダー Kyūkyū Mashin Pinku Eidā?): Lo pilota Go Pink. Una ambulancia que forma la pierna derecha de Victory Robo.
- Grand Liner (グランドライナー Gurando Rainā?): Es la combinación de los GoLiner, cinco vagones de tren diseñados para llevar las 99 Machines a la batalla, y más tarde las Mars Machines.
  - GoLiner 1 (ゴーライナー１ Gorainā Wan?): Lleva el Red Ladder o el Red Mars 1, y forma el brazo derecho de Grand Liner.
  - GoLiner 2 (ゴーライナー２ Gorainā Tsū?): Lleva el Blue Thrower o el Blue Mars 2, y forma el brazo izquierdo de Grand Liner.
  - GoLiner 3 (ゴーライナー３ Gorainā Surī?): Lleva el Green Hover o el Green Mars 3, y forma la cabeza, torso y muslos de Grand Liner.
  - GoLiner 4 (ゴーライナー４ Gorainā Fō?): Lleva el Yellow Armor o el Yellow Mars 4, y forma la pierna izquierda de Grand Liner.
  - GoLiner 5 (ゴーライナー５ Gorainā Faibu?): Lleva el Pink Aider o el Pink Mars 5, y forma la pierna derecha de Grand Liner.
- Beetle Mars (ビートルマーズ Bītoru Māzu?): Es el fruto de la fusión de las cinco Mars Machines (マーズマシン Māzu Mashin?), y a diferencia de las otras fusiones, es un robot de cuatro patas. A diferencia de los otros mechas, las Mars Machines tienen una tecnología diferente que les permite funcionar sin energía solar, lo que les proporciona una ventaja en la Zona Psyma.
  - Red Mars 1 (レッドマーズ１ Reddo Māzu Wan?): Lo pilota Go Red, y está armado con misiles. Forma la cabeza y cuerpo de Beetle Mars.
  - Blue Mars 2 (ブルーマーズ２ Burū Māzu Tsū?): Lo pilota Go Blue, y dispara balas adhesivas que reparan agujeros. Forma las patas traseras de Beetle Mars.
  - Green Mars 3 (グリーンマーズ３ Gurīn Māzu Surī?): Lo pilota Go Green, y es la más maniobrable de las Mars Machines. Forma el pecho de Beetle Mars.
  - Yellow Mars 4 (イエローマーズ４ Ierō Māzu Fō?): Lo pilota Go Yellow. Está equipado con una pesada armadura y con una garra manipuladora. Forma la pata delantera izquierda de Beetle Mars.
  - Pink Mars 5 (ピンクマーズ５ Pinku Māzu Faibu?): Lo pilota Go Pink. Está equipado con una garra manipuladora y útiles médicos. Forma la pata delantera derecha de Beetle Mars.
- Victory Mars (ビクトリーマーズ Bikutorī Māzu?): Es la combinación alternativa del Beetle Mars cuando se le da el comando Lightning Formation!" (ライトニングフォーメーション！ Raitoningu Fōmēshon!?), este combinación es un mecha bípedo.
- Liner Boy (ライナーボーイ Rainā Bōi?): Es un mecha auxiliar. Mondo Tatsumi lo creó con la ayuda de Kyoko. Tiene una unidad de inteligencia artificial, lo que le permite luchar sin piloto.
- Max Victory Robo (マックスビクトリーロボ Makkusu Bikutorī Robo?): Es un mecha fruto de la combinación de Victory Robo y el Liner Boy. Puede obtener poder a partir de energía solar y utilizarlo para atacar al enemigo.
- Max Victory Robo Sigma Project (マックスビクトリーロボシグマプロジェクト Makkusu Bikutorī Robo Shiguma Purojekuto?): Es la última creación de Mondo Tatsumi. Se parece al Max Victory Robo, pero es de color negro. Funciona con energía mental.

### Familia Psyma
- La Familia Psyma (災魔一族 Saima Ichizoku?) son una familia de demonios cuyo único objetivo es la destrucción. Pretenden utilizar la alineación de planetas de la Gran Cruz para traer gran desastre a la Tierra.
- Gran Bruja Grandiene (大魔女 グランディーヌ Daimajo Gurandīnu?): Es la matriarca de la familia Psyma. Es la forma suprema de toda la energía negativa del universo. Lo había preparado todo para desembarcar en esta realidad en el día de la Gran Cruz. Sin embargo, los GoGo-V interrumpen el ritual, y Grandiene queda atrapada entre dos mundos. Al fallar, le ordena a sus hijos que recolecten toda la energía negativa que puedan para ella.
- Caballero Oscuro Zylpheeza (冥王 ジルフィーザ Meiō Jirufīza?): Es el demonio de la Calamidad del Aire, y el líder de los hijos de Psyma. Odia a muerte a los humanos, pero ama profundamente a sus hermanos y madre. Cobolda y Denus le admiran.
- Barón Bestia Cobolda (獣男爵 コボルダ Jūdanshaku Koboruda?): Es el demonio de la Calamidad de la Tierra. Es el más fuerte de los hermanos Psyma, y sus estrategias siempre se basan más en la fuerza bruta que en la inteligencia, lo que le produce complejo de inferioridad al compararse con el diestro guerrero Zylpheeza o la gran estratega Denus.
- Princesa del Espíritu Diabólico Denus (邪霊姫 ディーナス  Jareiki Dīnasu?): Es la demonio de la Calamidad Acuática, la única hija de Grandiene, y la única que tiene apariencia humana. Maestra del disfraz, suele utilizarlos para conseguir información o provocar la destrucción. Sus estrategias son particularmente crueles y aterradoras. Siente un gran respeto hacia su hermano Zylpheeza.
- Demonio Infante Drop (童鬼 ドロップ Dōki Doroppu?)/Príncipe Dragón Salamandes (龍冥王 サラマンデス Ryūmeiō Saramandesu?): Es el más joven de los hermanos, y al principio era un niño pequeño que no sabía ni hablar y solo decía "Drop". A pesar de ello, sus poderes de hechicería y fuego le permitían participar en los planes de sus hermanos. Más tarde, tras madurar dentro de un capullo, se transforma en Salamandes, Demonio de la Calamidad del Fuego, y en esta forma crea la Zona Psyma, un terreno en el que la energía solar no funciona, y por tanto la mayoría de los mechas de los GoGo-V no funcionan.
- Maestro de Hechicería Pierre (呪士 ピエール Jushi Piēru?): Es el sirviente de la familia, un hechicero con apariencia de mosca, que puede crear y resucitar a los monstruos conocidos como Bestias Psyma. Sirve de canguro del pequeño Drop, y es leal a él entre los hermanos.
- Familiares Imps (使い魔インプ Tsukaima Inpu?): Son los soldados de campo, armados con espadas cortas. Pueden adquirir tamaño gigante dentro de la Zona Psyma.

## Episodios
1. ¡Soldados de Rescate! Levantaos (救急戦士！起つ（たつ） Kyūkyū Senshi! Tatsu?)
2. ¡El tornado de la familia Psyma! (竜巻く災魔一族！ Tatsumaku Saima Ichizoku!?)
3. El lazo entre hermanos que explotó (爆破された兄弟愛（きずな） Bakuhasareta Kizuna?)
4. Pétalos de flores en un tiempo anormal (花びらに異常気象 Hanabira ni Ijōkishō?)
5. Hora de convertirse en un héroe (ヒーローになる時 Hīrō ni Naru Toki?)
6. ¡Que viene el molde! (カビが来る！ Kabi ga Kuru!?)
7. La hermosa trampa de Psyma (美しき災魔のワナ Utsukushiki Saima no Wana?)
8. La actividad del Escuadrón de Rescate suspendida (救急戦隊活動停止 Kyūkyū Sentai Katsudō Teishi?)
9. ¡Habilidades robadas! (盗まれた能力（ちから）！ Nusumareta Chikara!?)
10. El orgulloso Yellow (誇りのイエロー Hokori no Ierō?)
11. Las dos Bestias Psyma de color rojo vivo (灼熱の２大災魔獣 Shakunetsu no Nidai Saimajū?)
12. El espíritu de hacerlo o morir de la nueva fusión de conexión (決死の新連結合体 Kesshi no Shin Renketsu Gattai?)
13. La rebelión de los hermanos pequeños (弟たちの反乱 Otōtotachi no Hanran?)
14. El virus temible (恐怖のウイルス Kyōfu no Uirusu?)
15. Aparece el Niño Demonio Drop (童鬼ドロップ出撃 Dōki Doroppu Shutsugeki?)
16. El ladrón y el huevo de Psyma (泥棒とサイマの卵 Dorobō to Saima no Tamago?)
17. La candidata a novia de Matoi (マトイの花嫁候補 Matoi no Hanayome Kōho?)
18. El contraataque de las V-Lancers (逆襲のＶランサー Gyakushū no Bui Ransā?)
19. Una derrota absoluta (完全なる敗北 Kanzen naru Haiboku?)
20. Espíritus de Rescate que no mueren (不滅の救急（レスキュー）魂 Fumetsu no Resukyū-damashī?)
21. ¡El nuevo sexto soldado! (６番目の新戦士！ Rokubanme no Shin Senshi!?)
22. La última batalla decisiva del Caballero Negro (冥王、最後の決戦 Meiō, Saigo no Kessen?)
23. La misión del espíritu de rescate (幽霊救出作戦 Yūrei Kyūshutsu Sakusen?)
24. Pequeños soldados de rescate (ちびっ子救急戦士 Chibikko Kyūkyū Senshi?)
25. La hora del descenso de la Gran Bruja (大魔女降臨の時 Dai Majo Kōrin no Toki?)
26. Nace el fiero príncipe dragón (炎の龍皇子誕生 Honō no Ryū Ōji Tanjō?)
27. Yellow abandona el frente (イエロー戦線離脱 Ierō Sensen Ridatsu?)
28. ¡El chico secuestrado! (奪われたボーイ！ Ubawareta Bōi!?)
29. El intranquilo cielo estrellado (胸騒ぎの星空 Munasawagi no Hoshizora?)
30. ¡Escapad! El planeta de la oscuridad (脱出！暗黒惑星 Dasshutsu! Ankoku Wakusei?)
31. Cortad la Zona Psyma (切り裂け災魔空間（ゾーン） Kirisake Saima Zōn?)
32. Campanas de boda (ウェディングベル Wedingu Beru?)
33. Un inocente guerrero Psyma (ウブな災魔の戦士 Ubu na Saima no Senshi?)
34. Muerte, de lo contrario destrucción (死さもなくば破滅 Shi Samonakuba Hametsu?)
35. La trampa de la serpiente negra (黒い蛇のトラップ Kuroi Hebi no Torappu?)
36. ¡Técnica secreta! El tornado de Drop (奥義！竜巻落とし Ōgi! Tatsumaki Otoshi?)
37. ¿¡La bella es una Bestia Psyma!? (美女がサイマ獣！？ Bijo ga Saimajū!??)
38. La Cadena Infinita, nietos y caquis (無限連鎖と孫と柿 Mugen Rensa to Mago to Kaki?)
39. ¡Rompe la Cadena Infinita! (無限連鎖を断て！ Mugen Rensa o Tate!?)
40. 0 segundos para la destrucción de la base (基地壊滅０秒前 Kichi Kaimetsu Zerobyō Mae?)
41. El hombre contra el que perdió Matoi (マトイが負けた男 Matoi ga Maketa Otoko?)
42. El ejército de la Bestia Psyma infernal (地獄の災魔獣軍団 Jigoku no Saimajū Gundan?)
43. El terrible árbol Psyma (戦慄の災魔ツリー Senritsu no Saima Tsurī?)
44. Fichero de rescate 99 (救急ファイル９９ Kyūkyū Fairu Kyūjūkyū?)
45. El primer sueño del año es una melodía de Psyma (初夢は災魔の旋律(メロディ) Hatsuyume wa Saima no Merodī?)
46. El robot anti-incendios que lanza llamas (火を吹く消防ロボ Honō o Fuku Shōbō Robo?)
47. ¡El caballero negro! La compensación del resurgimiento (冥王！ 復活の代償 Meiō! Fukkatsu no Daishō?)
48. Confrontación en el Palacio Psyma (決戦は災魔宮殿 （パラディコ） Kessen wa Saima Paradiko?)
49. ¡Despiertan! Dos dioses de destrucción (覚醒 ！二大破壊神 Kakusei! Nidai Hakaishin?)
50. Los ardientes espíritus de rescate (燃える救急 （レスキュー）魂 Moeru Resukyū-damashii?)

### Películas
- Kyūkyū Sentai GoGoFive: Sudden Shock! A New Warrior (救急戦隊ゴーゴーファイブ 激突！新たなる超戦士 Kyūkyū Sentai GōGō Faibu Gekitotsu Aratanaru Chō Senshi?): Especial para video. Estrenado el 9 de julio de 1999.
- Kyūkyū Sentai GoGo-V vs. Gingaman (救急戦隊ゴーゴーファイブＶＳギンガマン Kyūkyū Sentai GōGō Faibu tai Gingaman?): película crossover entre GoGo-V y su serie predecesora, Seijū Sentai Gingaman. Estrenada el 10 de marzo de 2000.

## Reparto
- Matoi Tatsumi: Ryūichirō Nishioka
- Nagare Tatsumi: Kenji Taniguchi
- Shō Tatsumi: Atsushi Harada
- Daimon Tatsumi: Kenji Shibata
- Matsuri Tatsumi: Kayoko Shibata
- Mondo Tatsumi: Mike Maki
- Ritsuko Tatsumi: Kyōko Yoshizawa
- Kyoko Hayase: Yūko Miyamura
- Analyse Robot Mint: Sayaka Aida
- Liner Boy: Isao Yamagishi
- Gran Bruja Grandiene: Miho Yamada
- Caballero Oscuro Zylpheeza: Daiki Nakamura
- Barón Bestia Cobolda: Kenji Nomura
- Princesa del Espíritu Diabólico Denus: Kaya Hirasawa
- Demonio Infante Drop: Yūko Miyamura
- Príncipe Dragón Salamandes: Hikaru Midorikawa
- Maestro de Hechicería Pierre: Taiki Matsuno
- Narrador: Daisuke Gōri

## Temas musicales

### Tema de apertura
- Kyūkyū Sentai GoGo-V (救急戦隊ゴーゴーファイブ Kyūkyū Sentai Gōgō Faibu?)
  - Letra: Nagae Kuwabara
  - Música y arreglos: Toshiyuki Watanabe
  - Intérprete: Shin'ichi Ishihara

### Tema de cierre
- Kono Hoshi o, Kono Machi o (この星を　この街を?  Esas estrellas, esta ciudad)
  - Letra: Shōko Fujibayashi
  - Música: Shinsuke Kazato
  - Arreglos: Toshihiko Sahashi
  - Intérprete: Naritaka Takayama